# كين بريان
كين بريان (بالإنجليزية: Kean Bryan) (1 نوفمبر 1996 بمانشستر في المملكة المتحدة - ) هو لاعب كرة قدم بريطاني في مركزي الوسط والدفاع. لعب مع أولدهام أثلتيك.

## روابط خارجية
- كين بريان على موقع قاعدة بيانات كرة القدم.إي يو (الإنجليزية)
- كين بريان على موقع Soccerbase.com (لاعب) (الإنجليزية)
- كين بريان على موقع Soccerway.com (الإنجليزية)
- كين بريان على موقع عالم كرة القدم.نت (الإنجليزية)